# Южноафриканский профсоюз работников транспорта и смежных отраслей
Южноафриканский профсоюз работников транспорта и смежных отраслей (англ. The South African Transport and Allied Workers Union, SATAWU) — это профессиональный союз в ЮАР.

## История
В конце 1990-х годов Южноафриканский союз железных дорог и портов (SARHWU) и Союз работников транспорта и разнорабочих (TGWU) были филиалами Конгресса южноафриканских профсоюзов и провели длительные переговоры о возможном слиянии. В декабре 1998 года Черный профсоюз работников Транснета и Союзный профсоюз Транснета (англ. Transnet Allied Trade Union) объединились в SARWHU, который переименовал себя в «Южноафриканский профсоюз работников транспорта и смежных отраслей» (англ. South African Transport and Allied Workers' Union). 18 мая 2000 года Союз работников транспорта и разнорабочих окончательно объединился с этим профсоюзом, образовав новую организацию, которая также название «Южноафриканский профсоюз работников транспорта и смежных отраслей» (SATAWU).
Профсоюз пережил раскол в 2012 году. Бывший президент Эфраим Мфахела (Ephraim Mphahlela) возглавил около половины членов нового Национального транспортного движения. Дальнейший раскол в 2015 году привел к созданию Демократизированного профсоюза работников транспортной логистики и смежных отраслей. 
Южноафриканский профсоюз работников транспорта и смежных отраслей является филиалом Конгресса южноафриканских профсоюзов и Международной федерации транспортников.

### Инцидент с китайским судном
В мае 2008 года судно «Ань Юэ Цзян» из Китайской Народной Республики, перевозивший большое количество оружия китайского производства, направлявшегося в Зимбабве, пришвартовался в гавани Дурбана; но работники дока, которые все были членами Южноафриканского профсоюза работников транспорта и смежных отраслей, отказались разгрузить судно. Южноафриканский профсоюз работников транспорта и смежных отраслей и Конгресс южноафриканских профсоюзов поддержали отказ от груза, а федерации профсоюзов в других южноафриканских странах также отказались разгрузить судно, когда оно впоследствии припортовалось в гаванях Уолфиш-Бей и Луанда.

## Генеральные секретари
- 2000: Рэндалл Ховард
- 2009: Зензо Махлангу (Zenzo Mahlangu)
- 2018: Джек Мазибуко (Jack Mazibuko)

## Внешние ссылки
- Официальный сайт